# Trachyloma indicum
Trachyloma indicum är en bladmossart som beskrevs av Mitten 1859. Trachyloma indicum ingår i släktet Trachyloma och familjen Pterobryaceae. Inga underarter finns listade i Catalogue of Life.